# کاخ لا موندا
کاخ لا موندا (به اسپانیایی: Palacio de La Moneda) (اسپانیایی: [paˈlasjo ðe la moˈneða] مقر رئیس‌جمهور شیلی است. همچنین دفاتر سه وزیر کابینه را در خود جای داده‌است: وزارت کشور ، دبیرخانهٔ عمومی ریاست جمهوری و دبیرخانهٔ عمومی دولت. این کاخ، یک بلوک کامل در مرکز شهر سانتیاگو است.

## تاریخچه
کاخ لا موندا ضرابخانه استعماری شهر در دوران استعمار بود که توسط معمار ایتالیایی خواکین توسکا طراحی شد. بنای این ساختمان در سال ۱۷۸۴ آغاز شد و در سال ۱۸۰۵ کاخ افتتاح شد. تولید سکه در شیلی از سال ۱۸۱۴ تا ۱۹۲۹ در لا موندا انجام می‌شد.
در جریان کودتای نظامی ۱۱ سپتامبر ۱۹۷۳، نیروی هوایی شیلی کاخ را با راکت‌های هدایت‌نشده و شلیک توپ‌های خودکار مورد حمله قرار داد. رئیس‌جمهور سالوادور آلنده در این زمان در کاخ کشته شد. 

## معماری و ساختمان
خواکین توسکا، قبل از اینکه به طراحی ضرابخانه سلطنتی جدید که به کاخ د لا موندا تبدیل شد بپردازد، روی بسیاری از ساختمان‌های عمومی در شیلی مستعمره، از جمله کلیسای جامع متروپولیتن سانتیاگو، کار کرده بود.
کار بر روی این ساختمان، با مصالح ساختمانی که سال بعد از سراسر شیلی و جهان رسید، در سال ۱۷۸۴ آغاز شد. این مصالح از جمله این موارد بود: سنگ آهک از منطقه پولپایکو. شن و ماسه از رودخانه مایپو؛ سنگ‌های قرمز از معدن در سرو سان کریستوبال در سانتیاگو. سنگ سفید از اطراف سرو بلانگو؛ چوب بلوط و سرو از بالدیبیا؛ تولیدات فلزی اسپانیایی از استان بیسکای. همچنین در سانتیاگو بیست نوع آجر پخته شدکه برای ساخت لنگه‌ها، کفپوش‌ها، قالب‌ها و دیوارهای جامد بلندتر از یک متر بود.